# Загороднєв Василь Іванович
Василь Іванович Загороднєв — капітан Червоної Армії, Герой Радянського Союзу (1945).

## Нагороди
- Орден Червоної Зірки (28.8.1943).
- Медаль «За оборону Кавказу»
- Герой Радянського Союзу (24.3.1945, посмертно).